# Sabrina Sebaihi
Sabrina Sebaihi, née le 10 mai 1981 à Ivry-sur-Seine, est une femme politique française, membre d'Europe Écologie Les Verts (EELV). Elle est adjointe au maire d'Ivry-sur-Seine entre 2014 et 2022 et députée des Hauts-de-Seine depuis 2022.

## Biographie

### Origines et premiers engagements
Sabrina Sebaihi naît le 10 mai 1981 à Ivry-sur-Seine, fille d'un père ouvrier et d'une mère assistante maternelle, tous deux Algériens immigrés en France postérieurement à l'indépendance. Jusqu'à ses 11 ans, elle habite avec ses parents et ses deux frères à Ivry-sur-Seine, dans un petit logement insalubre qui ne comprend ni salle de bain ni toilettes. 
Jusqu'en 2009, elle travaille en parallèle à ses études comme caissière le soir et les week-ends au Carrefour d'Ivry-sur-Seine. Après des études scientifiques et un master de sciences politiques, elle entre à la mairie de Vitry-sur-Seine comme travailleuse administrative. Elle se consacre notamment aux questions de démocratie participative.
Elle a été militante à la Croix-Rouge et dans une association de promotion de la culture sud-coréenne.
Elle s'intéresse au féminisme et à la lutte contre les discriminations,.

### Carrière politique
Lors des élections municipales de 2014, elle est élue au conseil municipal d'Ivry-sur-Seine, en tant qu'écologiste, sur la liste d'union de la gauche menée par le communiste Pierre Gosnat. Elle devient adjointe au maire chargée de la politique de la ville, de la prévention sécurité, de la médiation et de l’accès au droit.
En 2020, elle est, au premier tour, tête de liste EELV d'une coalition, dissidente de la majorité municipale communiste, et regroupant également des militants socialistes, insoumis et de la société civile. Arrivée en deuxième position le soir du premier tour, le 15 mars, elle fait le choix, à quelques jours du dépôt des listes pour le second tour, début juin, de quitter son alliance initiale et de rallier, avec quelques colistiers écologistes, la liste du maire sortant Philippe Bouyssou,; la liste  du maire est élue et elle conserve son poste d'adjointe.
En 2022, après avoir été désignée, pour les élections législatives de juin, comme candidate écologiste (EELV) dans la dixième circonscription du Val-de-Marne (dont la députée sortante est Mathilde Panot (LFI)), elle est finalement présentée dans la quatrième circonscription des Hauts-de-Seine sous l'étiquette NUPES, après qu'Alexis Braud, un proche de Yannick Jadot qui était initialement pressenti comme candidat, a été écarté, des élus lui préférant une candidate issue de la diversité ; le PCF émet des réticences à l'investiture de Sabrina Sebaihi. Elle est élue au second tour avec 51 % des voix (taux d'abstention : 52,96 %), face à la députée sortante Isabelle Florennes (LREM - Ensemble),.
Elle est début 2024 rapporteure de la commission d'enquête parlementaire sur les défaillances dans le sport français, portant notamment sur la lutte contre les agressions sexuelles et le harcèlement et sur les rémunérations « très élevées, voire anormales » de certains dirigeants sportifs.
Elle est candidate à sa réelection en 2024 après la dissolution de l'Assemblée nationale. Elle se positionne en tête lors du premier tour et remporte l'élection lors du second tour.
Le 19 juillet, elle est réélue secrétaire de l'Assemble nationale et est donc membre du bureau de l'assemblée.

## Résultats électoraux

### Élections législatives
| Année | Parti et coalition | Parti et coalition | Circonscription       | 1er tour | 1er tour | 1er tour | 2d tour | 2d tour | Issue |
| Année | Parti et coalition | Parti et coalition | Circonscription       | Voix     | %        | Rang     | Voix    | %       | Issue |
| ----- | ------------------ | ------------------ | --------------------- | -------- | -------- | -------- | ------- | ------- | ----- |
| 2022  |                    | EELV (NUPES)       | 4e des Hauts-de-Seine | 13 122   | 36,00    | 2d       | 18 520  | 51,00   | Élue  |
| 2024  |                    | EELV (NFP)         | 4e des Hauts-de-Seine | 26 373   | 49,13    | 1re      | 28 034  | 57,99   | Élue  |